# Barycypraea
Genre
Barycypraea est un genre de mollusques gastéropodes de la famille des Cypraeidae.

## Liste d'espèces
Selon World Register of Marine Species (29 octobre 2014) :
- Barycypraea caputviperae (Martin, 1899) †
- Barycypraea fultoni (G. B. Sowerby III, 1903)
- Barycypraea teulerei (Cazenavette, 1846)

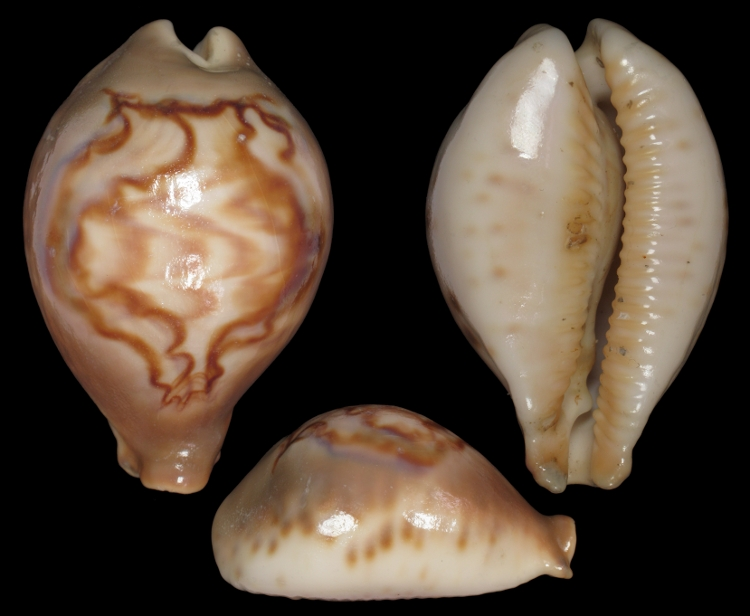
Barycypraea fultoni